# Tetraopes thoreyi
Tetraopes thoreyi är en skalbaggsart som beskrevs av Bates 1881. Tetraopes thoreyi ingår i släktet Tetraopes och familjen långhorningar. Inga underarter finns listade i Catalogue of Life.